# Baltasar Álvarez
Baltasar Álvarez (Cervera, 1533 – Belmonte, 1580) è stato un mistico spagnolo.
È ricordato per essere stato compagno di corso di Diego de Torres y Bollo, maestro di Santa Teresa d'Avila e autore delle Avios para juntar virtud con letras e Pláticas.

## Vita
Alvarez nacque a Cervera del Río Alhama, in Spagna, nell'aprile del 1534 da una famiglia nobile. Studiò filosofia e teologia presso l'Università di Alcalá. La sua inclinazione fu inizialmente verso i certosini per la loro vita contemplativa, ma infine entrò nella Compagnia di Gesù ad Alcalá nel 1555, quindici anni dopo la sua fondazione. Nel noviziato di Simancas conobbe san Francesco Borgia e tra loro si stabilì un forte affetto. Riprese gli studi filosofici e teologici ad Alcalá e Ávila, sotto la guida dei domenicani, poiché in Spagna la Compagnia di Gesù non disponeva ancora di un proprio Collegio per gli studi teologici.
Anche se le continue interruzioni dei suoi studi gli impedirono di progredire nella teologia scolastica, egli avanzò nel campo della teologia mistica. Divenne confessore, maestro dei novizi, rettore, provinciale e visitatore. Alvarez era attratto dall'ascetismo e dalla mortificazione e raccomandava questo approccio a coloro che erano sotto la sua supervisione.
Fu ordinato sacerdote nel 1558 e, all'età di ventisei anni, fu nominato ministro ad Avila. Lì divenne direttore spirituale di diverse persone, tra cui Santa Teresa, con la quale fu piuttosto severo, accusandola di frivolezze. All'inizio era scettico nei confronti dei suoi resoconti dell'esperienza mistica finché in seguito non sperimentò lui stesso qualcosa di simile. A causa del suo legame con la monaca carmelitana, parte dell'opposizione che lei incontrò nei suoi sforzi di riforma fu diretta anche contro di lui.
Álvarez non solo la guidò nelle questioni dello spirito, ma la difese dai suoi critici, la incoraggiò nella sua opera di riforma e contribuì molto alla definizione delle regole del nuovo Ordine.
La direzione di Teresa affidata ad Alvarez è continuata per sette anni: lei disse che le era stato rivelato che non c'era nessuno al mondo che lo superasse in santità. Mantenevano la corrispondenza quando era via.
Nel marzo del 1567 avrebbe ricevuto il dono della contemplazione infusa, e in seguito si dimostrò meno turbato dai propri fallimenti e più tollerante verso gli altri. Nel 1574 fu nominato rettore di Salamanca e visitatore della Provincia d'Aragona e, nel 1579, stava per essere inviato come provinciale in Perù ma quel progetto non venne mai realizzato. Era ben avanti nella vita quando il suo metodo di preghiera fu messo in discussione. Per alcuni fu considerata un'illusione del diavolo. Alvarez fu costretto a scriverne un resoconto al Generale della Compagnia di Gesù, Everard Mercurian, che lo approvò, ma lo sconsigliava come pratica generale. Allo stesso tempo espresse la sua stima per Álvarez e lo assunse negli uffici più responsabili. Morì a Belmonte nel 1580.